# Südvorstadt (Bautzen)

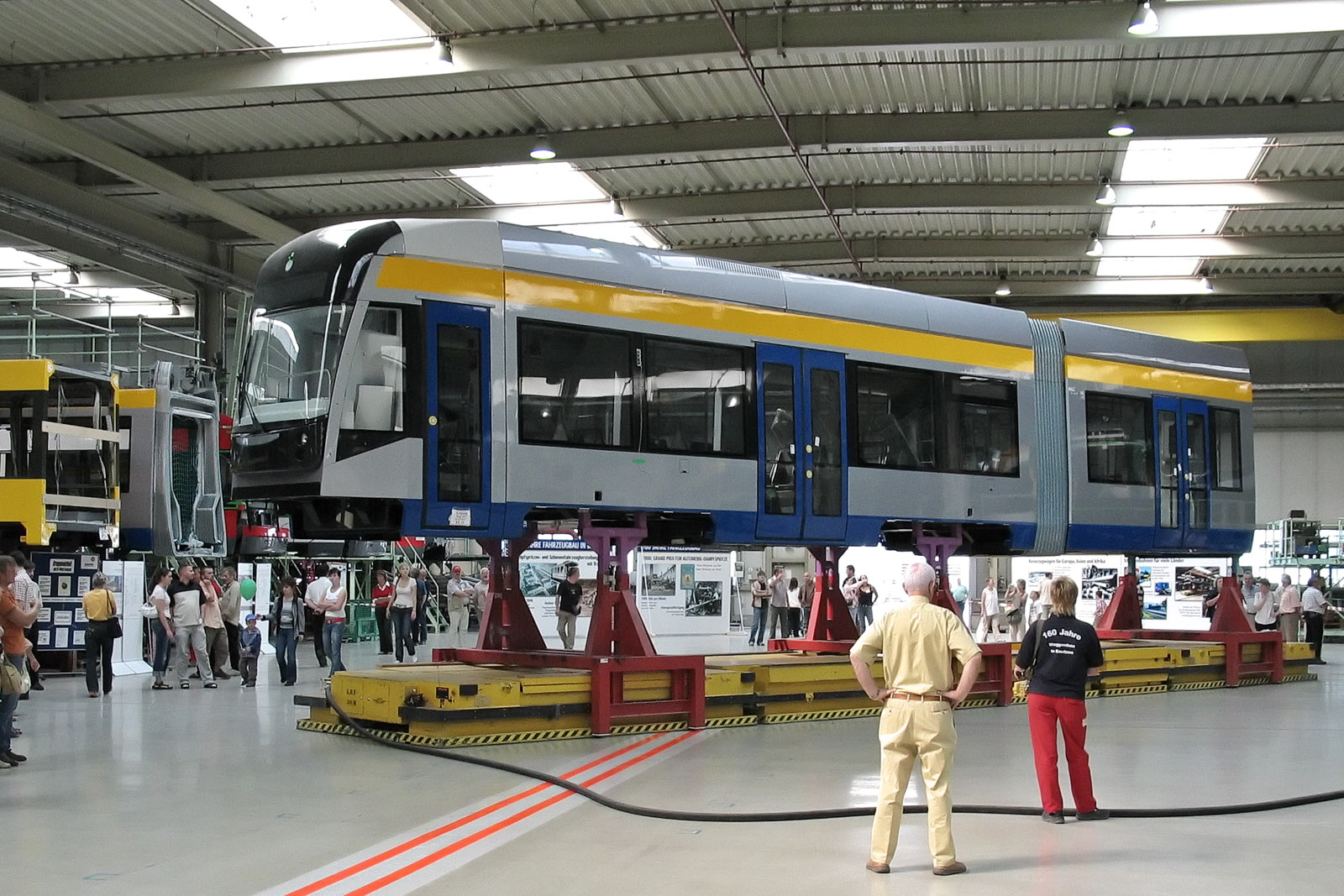
Mit dem Waggonbau hat der größte Betrieb Bautzens seinen Sitz in der Südvorstadt.

Die Südvorstadt, obersorbisch Južne předměstoⓘ, ist ein Stadtteil von Bautzen und befindet sich zwischen der Innenstadt im Norden und Oberkaina im Süden. Sie hat etwa 1.700 Einwohner und befindet sich größtenteils auf der historischen Gemarkung Bautzen, mit Ausnahme der Eisenbahnersiedlung Am Albrechtsbach (Gem. Strehla) und einem kleinen Geländestück entlang der Wilthener Straße (Gem. Oberkaina).
In der Südvorstadt findet sich die größte Konzentration von Gewerbe in Bautzen. Hier liegen die Gewerbegebiete Humboldtstraße und Wilthener Straße sowie das Industriegebiet Süd. Des Weiteren gibt es ein Technologie- und Gründerzentrum. Der Stadtteil ist deshalb im Bebauungsplan zu großen Teilen als Gewerbegebiet oder Mischgebiet ausgewiesen. Hier finden sich aber auch vereinzelt aufwändig dekorierte Villen und denkmalgeschützte Gründerzeitstraßenzüge.
Der Gewerbepark Wilthener Straße, der in historischen Gewerbegebäuden und angepassten Neubauten angesiedelt ist, wurde mehrfach für den denkmalgerechten Umgang mit verlassenen Industriebrachen und aufgrund seiner Stadtzentrumsnähe und damit verbundener Vermeidung von Landschaftszersiedelung gewürdigt. Seit der Eröffnung der Westtangente im Dezember 2013 ist das Gebiet außerdem gut an die Auffahrt Bautzen-West der A 4 angebunden. Das Gelände mit einer Grundstücksfläche von 65.500 m² und einer zu vermietenden Fläche von 35.000 m² wurde aus dem 1991 geschlossenen Bautzener Betriebsteil des Robur-Werkes Zittau entwickelt. Im Jahr 1993 konnten die ersten Mieter Einzug halten. Im Gewerbepark sind zurzeit über 1200 Menschen in rund 40 Firmen beschäftigt, unter anderem im Diakoniewerk Oberlausitz und in den Theaterwerkstätten des Deutsch-Sorbischen Volkstheaters Bautzen.
Im Bereich der Südvorstadt wurden ebenso wie in den meisten anderen Stadtteilen von Bautzen bei Grabungen frühzeitliche Spuren gefunden. Besonders bemerkenswert waren Gefäße mit Wendelringverzierungen, die etwa 2500 Jahre alt sind und für die es keine vergleichbaren Funde an anderen Grabungsstätten gibt.